# Консултативен съвет за национална сигурност
Консултативният съвет за национална сигурност е съвещателен орган по въпросите на националната сигурност към президента на Република България.
Създаден е по силата на конституцията на Република България и закона за Консултативния съвет за национална сигурност.
| Име         | Рождена дата   | Функция                         |
| ----------- | -------------- | ------------------------------- |
| Румен Радев | 18 юни 1963 г. | Президент на Република България |

| Име               | Рождена дата         | Длъжност                                               |
| ----------------- | -------------------- | ------------------------------------------------------ |
| Наталия Киселова  | 19 юни 1977 г.       | Председател на Народното събрание на България          |
| Росен Желязков    | 5 април 1968 г.      | Министър-председател на България                       |
| Атанас Запрянов   | 16 април 1950 г.     | Министър на отбраната                                  |
| Даниел Митов      | 4 декември 1977 г.   | Министър на вътрешните работи                          |
| Георг Георгиев    | 20 октомври 1991 г.  | Министър на външните работи                            |
| Теменужка Петкова | 18 януари 1967 г.    | Министър на финансите                                  |
| и.ф. Деньо Денев  | 1983 г.              | Председател на Държавна агенция „Национална сигурност“ |
| Емил Ефтимов      | 16 август 1961 г.    | Началник на отбраната                                  |
| Антоан Гечев      | 13 септември 1969 г. | Председател на Държавна агенция „Разузнаване“          |
| Веселин Станчев   | ...                  | секретарят на Съвета по сигурността                    |
| ...               | ...                  | по един представител от всяка парламентарна група      |

Консултативният съвет за национална сигурност обсъжда въпроси, свързани със:
1. външната и вътрешната политика на страната във връзка с националната сигурност;
2. гарантирането на гражданския мир, обществения ред, правата и интересите на българските граждани;
3. действията по пресичане или предотвратяване на възникнала опасност за националната сигурност.

Консултативният съвет за национална сигурност изготвя становища и предложения. Заседанията му са редовни и извънредни. Редовните заседания се провеждат най-малко един път на три месеца. По решение на президента на Република България или в случаите на чл. 100, ал. 4 и 5 от Конституцията на Република България се провеждат извънредни заседания. Заседанията се провеждат при кворум най-малко две трети от състава на Консултативния съвет за национална сигурност. Заседанията на Консултативния съвет за национална сигурност са закрити. За организирането, разпределението и провеждането на своята работа Консултативният съвет за национална сигурност приема вътрешни правила. Средствата, необходими за дейността на Консултативния съвет за национална сигурност, се осигуряват от бюджета на Президентството.